# 应文华
应文华（1938年—），男，浙江鄞县人，中华人民共和国政治人物，曾任国内贸易部副部长，第九、十届全国政协委员。